# Kozmodemiansk
Kozmodemiansk (en russe : Козьмодемья́нск) est une ville de la république des Maris, en Russie, et le centre administratif du raïon Gornomariiski. 
Sa population s'élève à 20 810 habitants en 2014.

## Géographie
Elle se trouve au point de confluence de la rivière Vetlouga et de la Volga, à la hauteur du réservoir de Tcheboksary.
Kozmodemiansk est située à 88 km au sud-ouest de Iochkar-Ola.

## Histoire
Kozmodemiansk a été fondée par le tsar Ivan IV en 1583, après sa conquête de Kazan en 1552 et les guerres des Tchérémisses en 1553-1557, 1582 et 1592, comme une forteresse sur la frontière pour assurer la protection des nouvelles frontières de la Moscovie contre les attaques des guerriers maris de Kozla. La ville  est placée sous le patronage des saints Côme et Damien. Pendant de nombreuses années, il n'y avait rien en dehors d'une forteresse de streltsy. Lorsque la route de la Volga fut créée, une ville se développa autour de la forteresse, mais la région resta en grande partie peuplée de Maris. La ville avait une célèbre foire pour des articles bois et en osier produits par les artisans locaux. Elle était très active au cours de l'été, mais l'hiver interrompait le trafic fluvial. Au XXe siècle, la ville s'industrialisa. À l'époque de la Russie impériale, Kozmodemiansk est un centre de commerce plus important, sur le cours de la Volga, que Vassilsoursk et Tcheboksary. C'était un arrêt important pour les bateaux à vapeur de la Volga à mi-distance entre Nijni Novgorod et Kazan.
Un musée ouvert en 1919 contient de nombreux tableaux de maîtres maris et russes. Un musée régional pour la préservation des objets de la culture mari a été ouvert en 1979. Un musée ethnographique en plein air a été ouvert en 1983. Il comprend une soixantaine de bâtiments variés, typiques de la culture mari et plus de 2 000 objets d'artisanat.

## Population
Recensements (*) ou estimations de la population
| 1856  | 1897* | 1926* | 1939*  | 1959*  | 1970*  |
| ----- | ----- | ----- | ------ | ------ | ------ |
| 5 000 | 5 284 | 7 655 | 10 700 | 12 625 | 15 302 |

| 1979*  | 1989*  | 2002*  | 2010*  | 2013   | 2014   |
| ------ | ------ | ------ | ------ | ------ | ------ |
| 18 792 | 24 746 | 22 771 | 21 257 | 21 038 | 20 810 |

| 2021   | - | - | - | - | - |
| ------ | - | - | - | - | - |
| 19 970 | - | - | - | - | - |

## Musées
- Musée d'art Grigoriev de Kozmodemiansk